# Герб Софії
Герб Софії — офіційний геральдичний символ столиці Болгарії Софії, затверджений 1900 року.

## Опис та символізм
Герб Софії є вирізним геральдичним щитом, основне поле якого розділено на чотири рівнозначні частини. У верхній правій чверті на червоному тлі розміщено біле зображення профілю святої Софії — покровительки міста. У верхній лівій чверті на жовтому тлі коричневим кольором зображено фасад найвідомішого символу міста — собору святої Софії. У нижній правій чверті у срібному полі розташовано зображення зеленої гори Витоша. У лівій нижній чверті на синьому полі білим кольором зображено стародавній храм Аполлона, в якому розміщується термальне джерело.
В центрі герба розміщено зображення національного болгарського герба, який є щитом малинового кольору традиційної англійської форми, на якому стилізовано зображено золотого лева, який здійнявся на задні лапи.
Верхівку щита вінчає фортечна срібна корона з трьома вежами. Корона уособлює статус міста як столиці держави, а також є символічним вираженням його сили та стійкості.
Як щитотримачі виступають дві зелені гілки лавра.
В нижній частині герба розміщено фігурно вигнуту девізну стрічку білого кольору, на якій чорними літерами нанесено напис «РАСТЕ НО НЕ СТАРҌЕ» (укр. ЗРОСТАЄ, АЛЕ НЕ СТАРІЄ).
За часів правління в країні Комуністичної партії на гербі також зображувалась червона п'ятипроменева зірка.